# 李純信 (潜水艦)
李純信（イ・スンシン、日本語読み：り しゅんしん、朝鮮語：이순신、ラテン文字：Yi Sun-sin, SS-068）は、大韓民国海軍の潜水艦。張保皐級潜水艦の7番艦。艦名は李氏朝鮮中期の武将李純信（ko:이순신 (1554년)）に由来する。

## 艦歴
「李純信」は、大宇重工業玉浦造船所で建造され、1999年に就役し、鎮海に所在する第9戦団に配備される。
本艦からハープーン対艦ミサイルの運用が可能となった。